# Descalvado (ort)
Descalvado är en ort i Brasilien.   Den ligger i kommunen Descalvado och delstaten São Paulo, i den sydöstra delen av landet, 700 km söder om huvudstaden Brasília. Descalvado ligger 688 meter över havet och antalet invånare är 26 137.
Terrängen runt Descalvado är platt åt sydost, men åt nordväst är den kuperad. Närmaste större samhälle är Porto Ferreira, 15,5 km öster om Descalvado.
Omgivningarna runt Descalvado är en mosaik av jordbruksmark och naturlig växtlighet. Runt Descalvado är det ganska glesbefolkat, med 39 invånare per kvadratkilometer.